# Vorgeschichtliche Siedlungsplätze von Karlstein

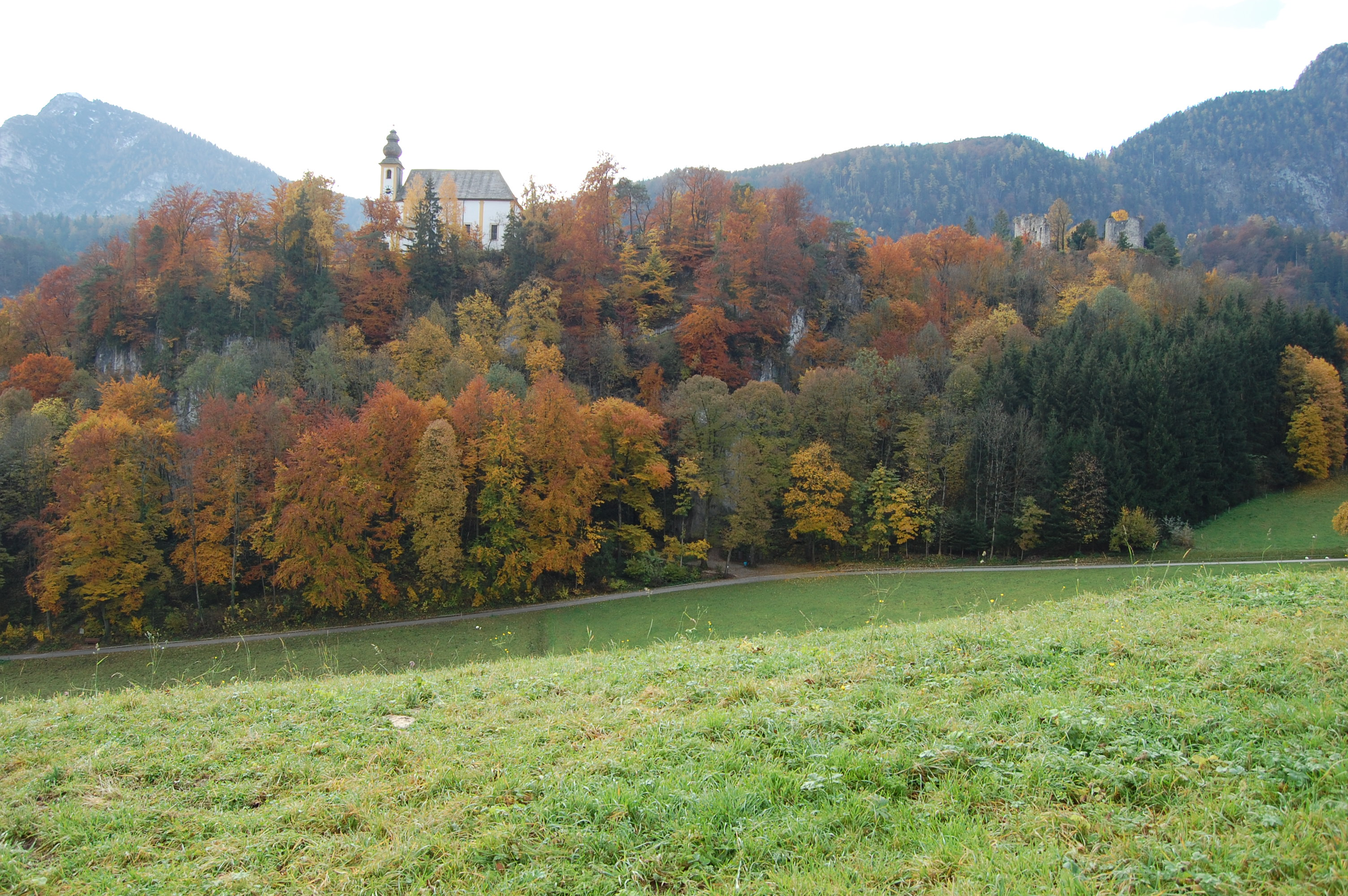
St. Pankraz und Ruine Karlstein, Standort der Siedlungsplätze

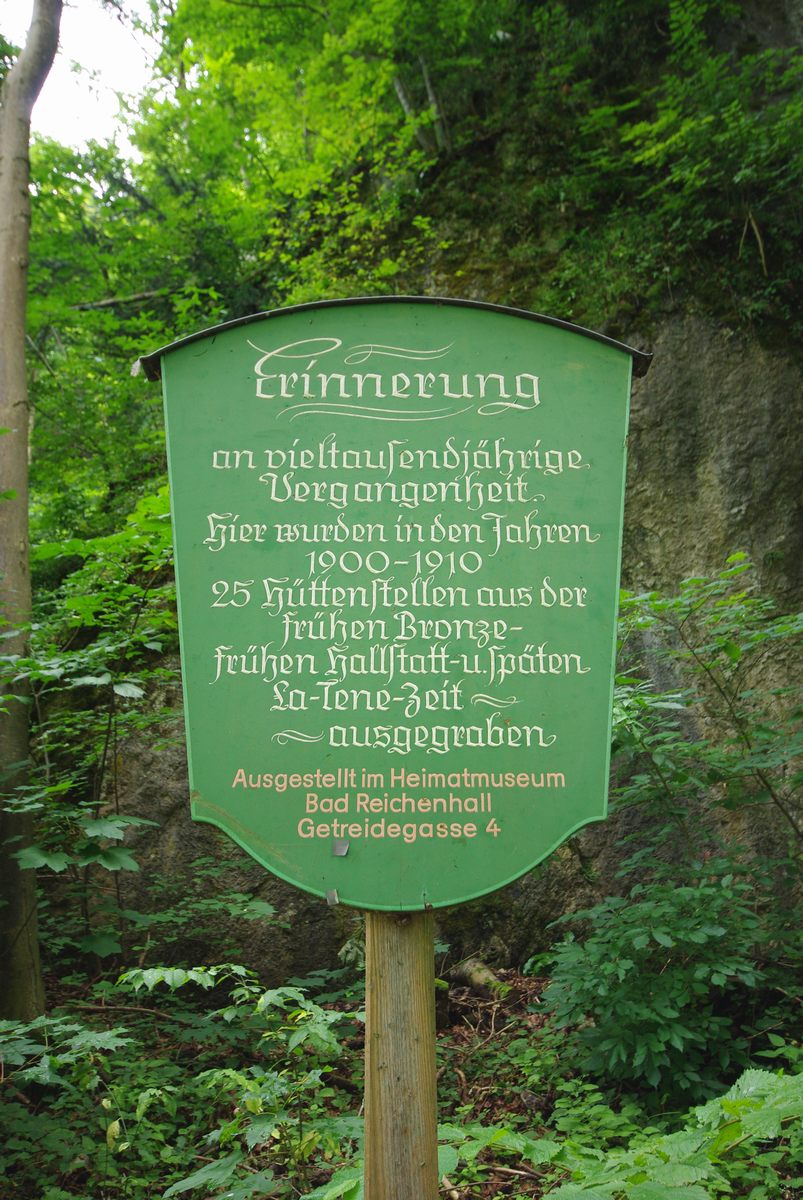
Informationstafel am Zugang zu Pankrazkirche und Ruine Karlstein

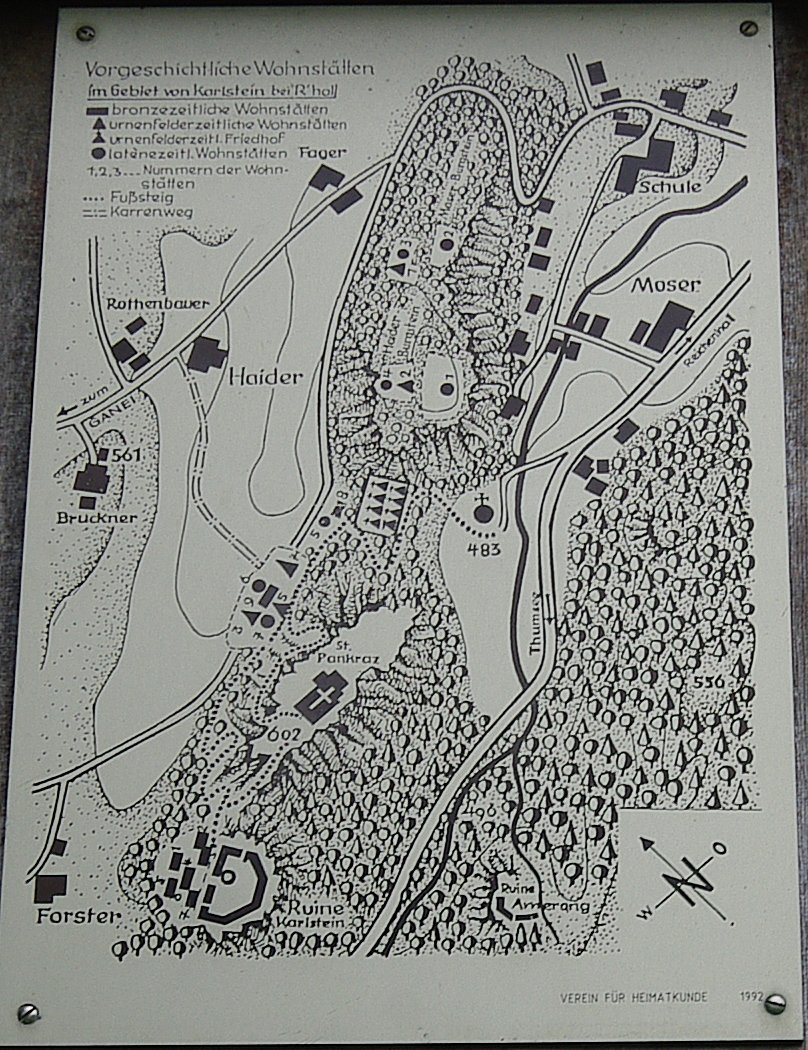
Lageplan an einer Informationstafel an der Schmalschlägerstraße

Die vorgeschichtlichen Siedlungsplätze von Karlstein sind die ältesten archäologisch erforschten Siedlungen im Bad Reichenhaller Talkessel und liegen auf dem Gebiet des Ortsteils Karlstein.
Die bisher entdeckten und archäologisch untersuchten Stätten sind als Bodendenkmal in die Bayerische Denkmalliste eingetragen.

## Lage
Die Siedlungsplätze befinden sich in Höhenlagen über dem Bad Reichenhaller Ortsteil Karlstein im südwestlichen Teil der Schmalschlägerstraße. Die meisten archäologischen Funde wurden an den Nordhängen des Karlstein (auf dem sich die Burgruine Karlstein befindet) und des Pankrazfelsens (auf dem sich die Wallfahrtskirche St. Pankraz befindet) sowie auf dem Haiderburgstein gemacht, der dem Pankrazfelsen in nordöstlicher Richtung vorgelagert ist und sich zwischen Schmalschlägerstraße und Moserweg befindet.
Unweit der Siedlungsplätze von Karlstein, im nur wenige hundert Meter nordöstlich gelegenen Langackertal, befand sich eine weitaus größere Siedlung. Die frühesten Funde dort reichen in die Bronzezeit zurück, später wurde das Gebiet auch von den Kelten und Römern besiedelt.
Im Gebiet der ehemals eigenständigen Gemeinde wurden unzählige weitere Funde aus der Bronze- und Eisenzeit gemacht, die größten, örtlich begrenzten Funde stammen jedoch von den Nordhängen des Karlstein- und Pankrazfelsens, dem Haiderburgstein und aus dem Langackertal.

## Geschichte

### Steinzeit

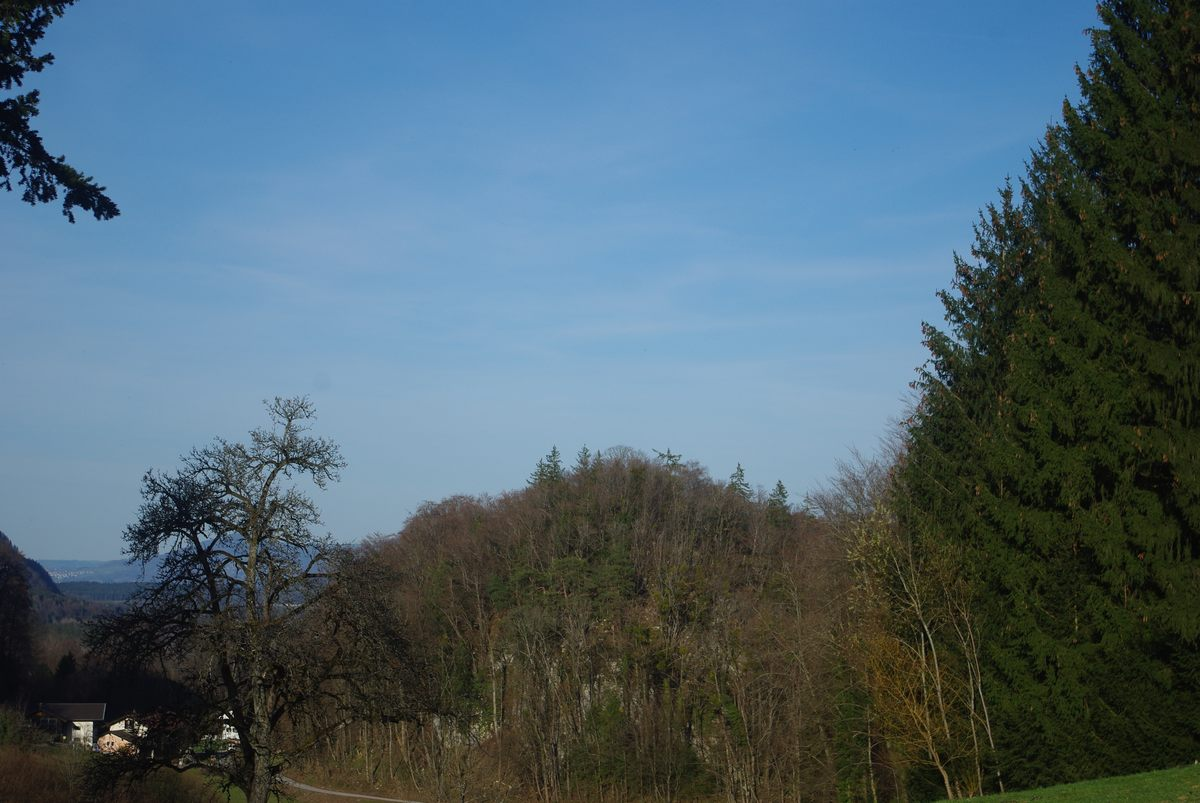
Haiderburgstein

Die ältesten Funde wurden auf die ausgehende Jungsteinzeit datiert. Unter den Überresten bronzezeitlicher Behausungen fand der Bad Reichenhaller Heimatforscher und Archäologe Josef Maurer Reste steinzeitlicher Wohnstätten. Es fanden sich Scherben der Glockenbecherkultur, die heute als ältester Nachweis menschlicher Besiedelung des Reichenhaller Tals gelten. Es fanden sich zudem Steinbeile und aus Feuerstein hergestellte Pfeilspitzen, Messer und Schaber. Der archäologische Nachweis der Besiedelung während der Alt- und Mittelsteinzeit fehlt, jedoch wird davon ausgegangen, dass auch in dieser Zeit der Talkessel – und insbesondere die Höhenlagen von Karlstein – besiedelt waren.
An spätneolithischen Scherben wurde anhaftende Kupferschlacke entdeckt, ein Beweis für frühe Versuche der Herstellung von Gebrauchswaren aus Metall in dieser Zeit.

### Bronzezeit

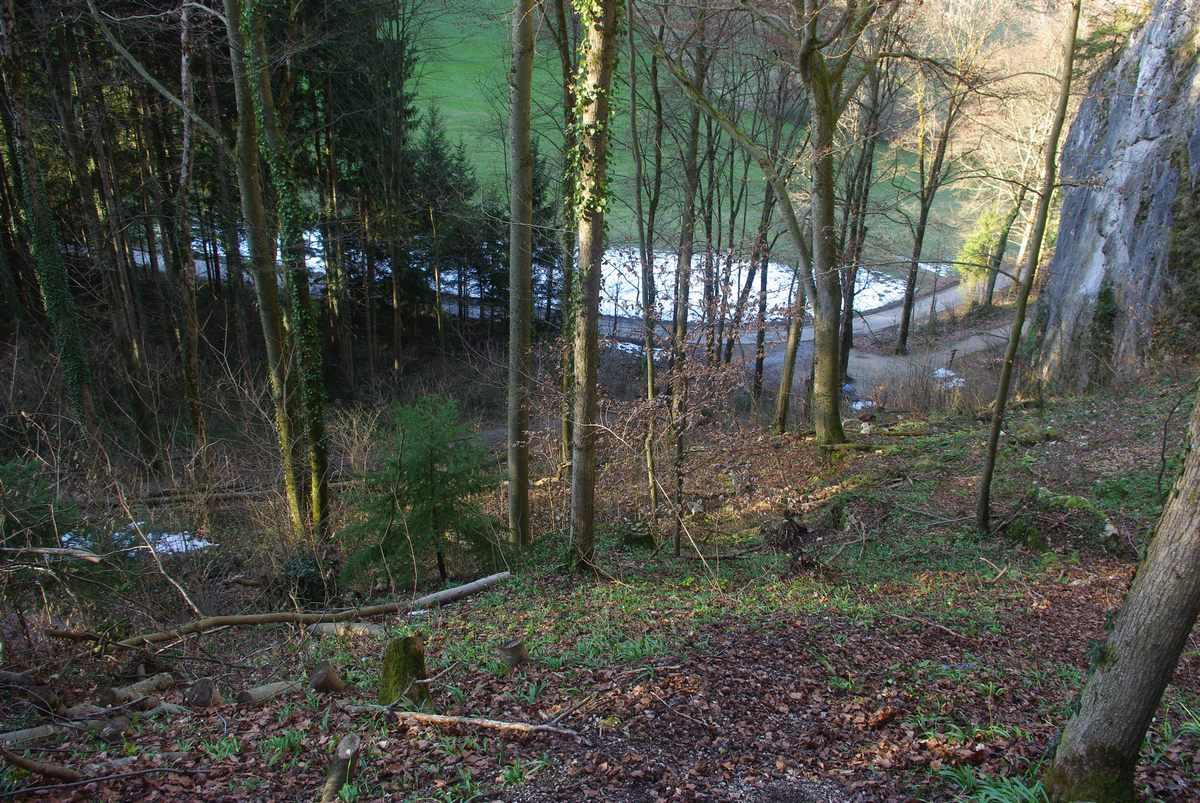
Burgberg, Standort der bronzezeitlichen Ansiedlungen

Die ältesten bronzezeitlichen Ansiedelungen wurden am Nordwestabhang des Karlsteinfelsens unterhalb der Burgruine Karlstein entdeckt. Sieben Wohnstätten zogen sich terrassenförmig in zwei Gruppen den steilen Berghang bis zu den Felswänden hinauf. Die Zugänge liegen bis zu zwei Meter unter der heutigen Oberfläche und enthielten viele archäologische Funde. Am Fuß des Pankrazfelsens lagen zwei weitere Wohnstätten, die in Aufbau und Fundmaterial mit denen unterhalb der Burgruine Karlstein übereinstimmten.

### Urnenfelderzeit
Aus der Urnenfelderzeit stammen die Funde überwiegend vom Haiderburgstein, der dem Pankrazfelsen und damit der Wallfahrtskirche St. Pankraz nordöstlich vorgelagert ist. Weitere Wohnstätten und ein Brunnen fanden sich am Fuß des Pankrazfelsens auf der nördlichen Seite sowie ein Friedhof aus dieser Zeit. Die Funde belegen, dass die Siedler in Karlstein zu dieser Zeit sowohl Metalle als auch Tonwaren herstellten.

### Hallstattzeit
Aus der Hallstattzeit stammen zwar einige Streufunde, umfangreiche Funde und vor allem Wohnstätten wie aus der Bronze- und Urnenfelderzeit fehlen jedoch.

### La-Tène-Zeit
In der späten La-Tène-Zeit waren unter anderem in den Gebieten auf der Nordseite des Pankrazfelsens und auf dem Haiderburgstein gut ausgestattete Wohnstätten nachweisbar. Die Gebrauchsgegenstände waren nun auch aus Eisen hergestellt und die Keramik hochwertiger. In Karlstein wurde Erz zu Bronze- und Eisenwaren weiterverarbeitet und Keramik hergestellt.

#### Münzprägung

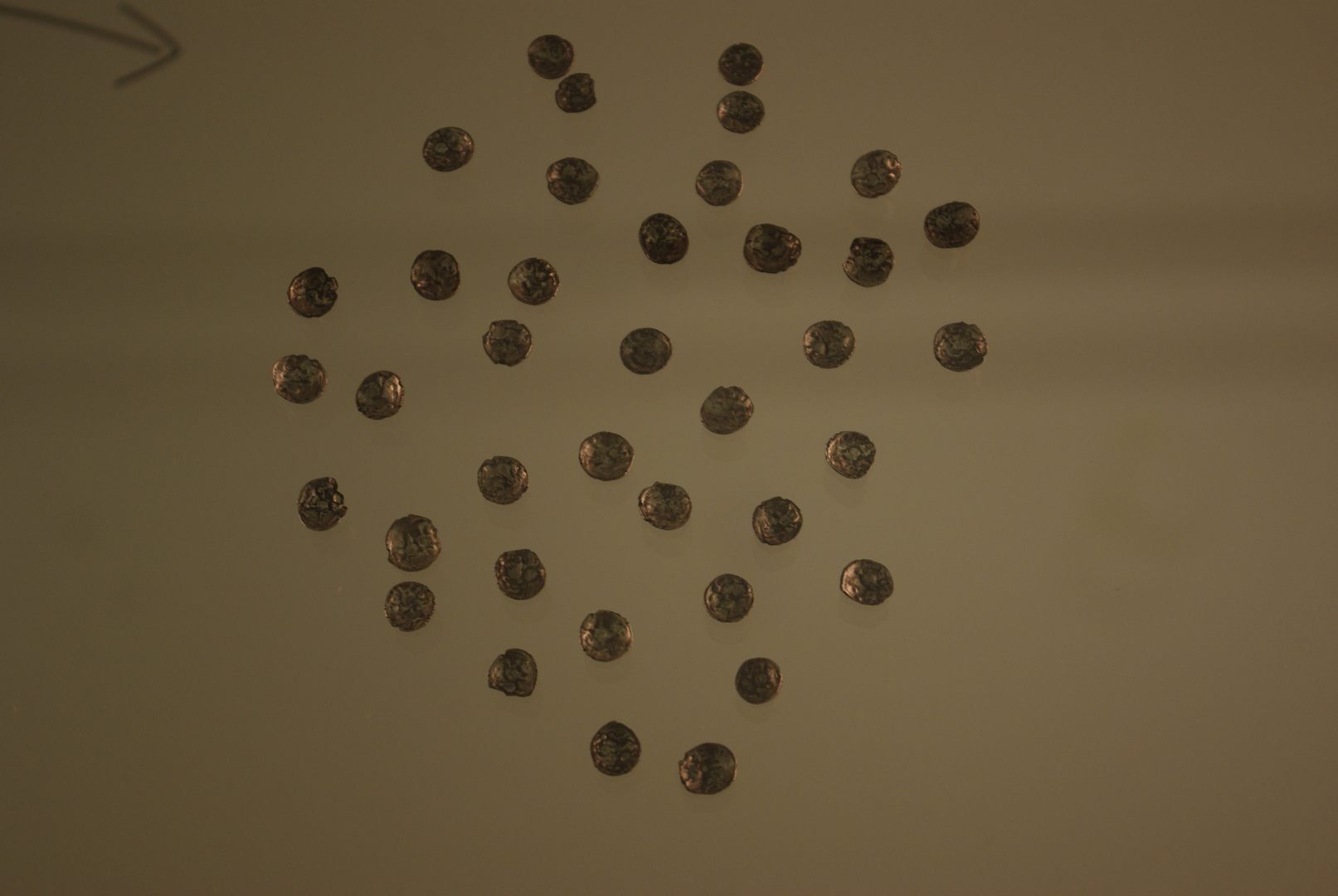
„Kleinsilber Karlsteiner Art“ im Heimatmuseum

Eine weit verbreitete Münzsorte nahm von Karlstein ihren Ausgang. Es handelt sich dabei um kleine Silbermünzen, mit der Abbildung eines stilisierten Pferdes, des sogenannten Kugelpferdes. Ab der Mitte des ersten Jahrhunderts vor Christus wurden diese Münzen am Haiderburgstein hergestellt. Flüssiges Silber wurde dabei in Tüpfelplatten gegossen und mit einem Stempel aus Bronze geprägt. Die Münzen hatten einen Durchmesser von etwa 8 mm und ein Gewicht von weniger als einem Gramm. Da diese Münzen nicht zum römischen oder griechischen Währungssystem gehören und auch keinem bestimmten keltischen Stamm zugeordnet werden kann, spricht man bei diesen Münzen vom „Kleinsilber Karlsteiner Art“ oder auch vom „Karlsteiner Kleinsilber“. Dieses wurde im gesamten Ostalpenraum bis nach Slowenien gefunden. Diese Funde beweisen die Bedeutung des Handels für die Siedlungen in Karlstein.

#### Geschichtliche Einordnung
Das Chronologiesystem für die Spätlatène D von Paul Reinecke basiert ausschließlich auf den Funden von Karlstein, die Anfang des 20. Jahrhunderts durch Josef Maurer archäologisch untersucht wurden.

### Römische Kaiserzeit
Die Funde im Langackertal beweisen einen Fortbestand der keltischen Bevölkerung der La-Tène-Zeit neben den frührömischen Siedlern in diesem Gebiet. Da die Höhenlagen von Karlstein jedoch nicht für die übliche Siedlungsstruktur und Bauweise der Römer geeignet waren, gibt es dort keinen Nachweis von Wohnstätten aus dieser Zeit.

## Archäologische Untersuchungen
In den Jahren 1901 bis 1905 wurde das Gebiet durch den Bad Reichenhaller Heimatforscher Josef Maurer archäologisch untersucht, die reichhaltigen Funde wurden ausnahmslos in die Sammlung des Heimatmuseums von Bad Reichenhall aufgenommen.

### Bronzeitliche Behausungen

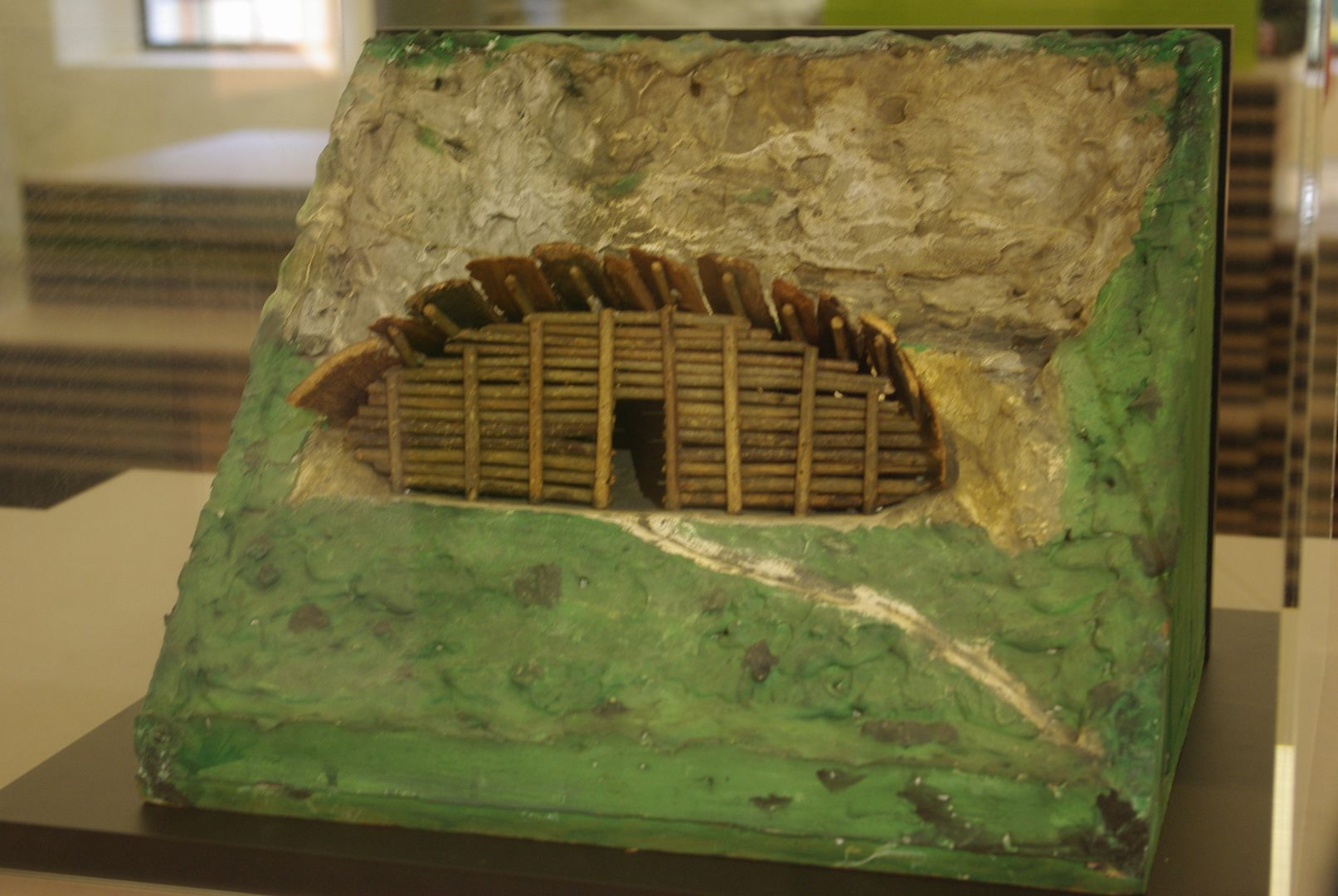
Bronzezeitliche Wohnhütte, Modell von Josef Maurer

Die insgesamt neun bronzezeitlichen Behausungen an den Nordhängen des Karlstein- und Pankrazfelsens wurden nach umfangreichen Ausschachtungs- und Planierungsarbeiten waagerecht in den Berghang gebaut. Die geraden Vorderseiten bestanden, ebenso wie die Seitenwände, aus mit Lehm verfugten Baumstämmen. Als Rückwand diente die nach den Ausschachtungen halbrund verlaufende Bergwand. Das Hüttendach ruhte auf einem Widerlager im Berghang und auf den Baumstämmen der Wände und war mit Schilf oder Baumrinde belegt. Die Unterkünfte waren zwischen 10 und 14 Meter lang, 2,5 bis 6 Meter breit und 1,4 bis 2 Meter hoch und stellten eine Mischung aus Erdwohnung und Blockwandbau dar. Pro Hütte gab es mindestens eine Feuerstelle mit einem Durchmesser von etwa einem Meter.
An Steinwerkzeugen, die auch in der Bronzezeit weiter Verwendung fanden, wurden Mahl-, Reib- und Klopfsteine sowie Steinbeile, Feuersteinmesser und Feuersteinpfeilspitzen entdeckt. Weitere Werkzeuge waren auch aus Tierknochen hergestellt. Es fanden sich zudem unzählige Gegenstände aus Bronze wie Pfeilspitzen, Nähnadeln, Kleidernadeln, Armreifenreste, Zierscheiben, ein Fingerring mit Spiralenden und eine Gürtelschnalle mit Knopf. Die Kulturschicht war mit Tierknochen und Tierzähnen – überwiegend von Haustieren wie Rindern und Schweinen – durchsetzt. Gemessen an der Menge machte zerbrochene Keramik den größten Teil der Funde aus. Josef Maurer setzte aus den Scherben über hundert Gefäße wieder zusammen, darunter Näpfchen, Schalen, Becher, Schüsseln und Töpfe verschiedener Größe mit und ohne Henkel in der Größe zwischen 3 und 40 cm. Während man die kleinsten Töpfereien als Kinderspielzeug ansieht, dürften die größten zur Aufbewahrung des Getreide- und Wasservorrates gedient haben, denn in unmittelbarer Nähe der Siedlung gab es keine Quellen. Die bombenartigen Keramikgefäße dieser Zeit wiesen fast überwiegend glatte Wände auf, eine größere Anzahl war mit Wülsten und Fingertupfenleisten verziert.
Die vielen Keramikreste in Feuerstellen im Freien sprechen für eine Töpferei, die an diesem Ort betrieben wurde.
Bronzeschlacken, die Reste einer Gussform und eines Schmelztiegels sowie noch unbearbeitete Gegenstände aus Bronze sind sichere Beweise für einen Gießereibetrieb in Karlstein.

### Urnenfelderzeit

#### Wohnstätten

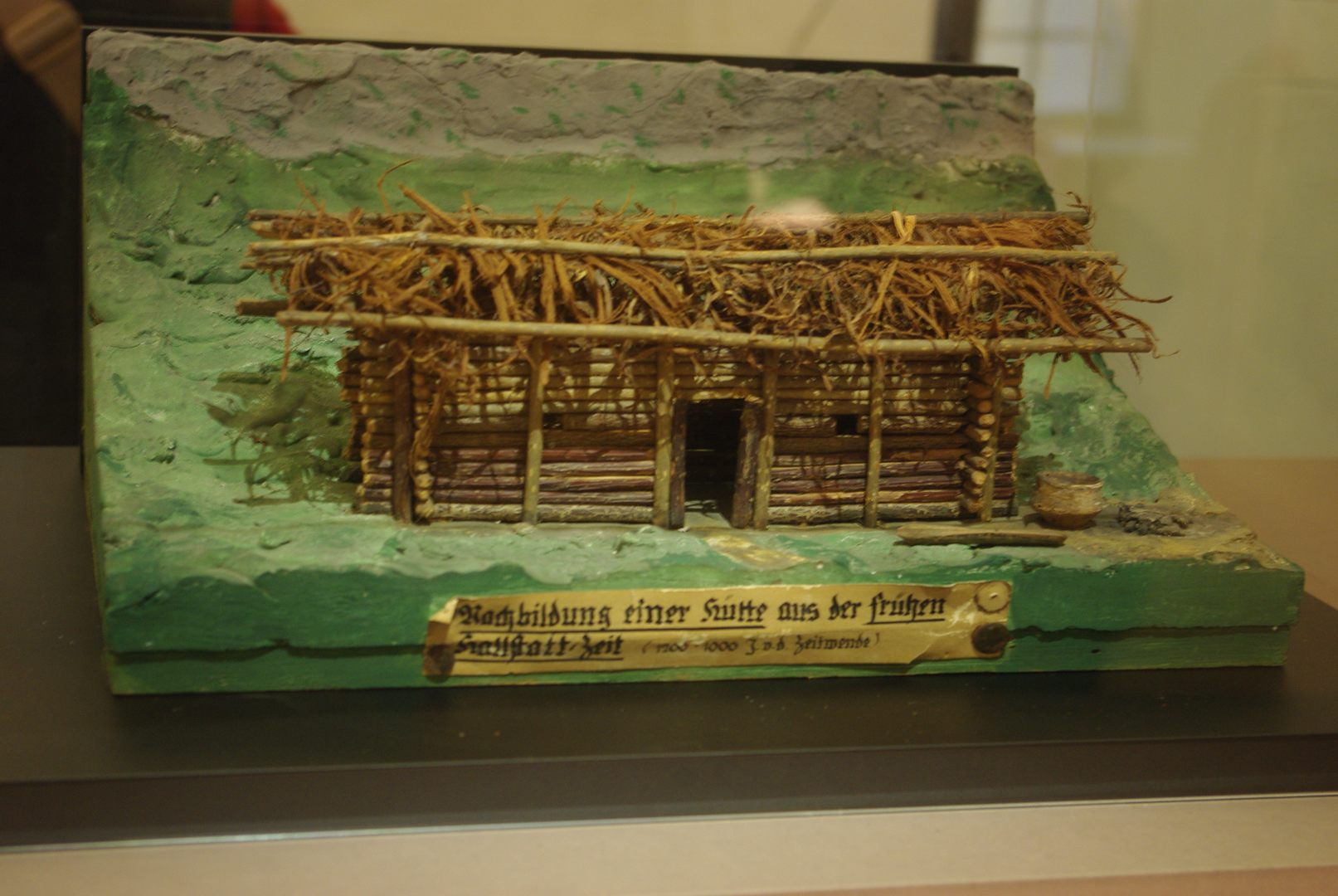
Wohnhütte aus der Urnenfelderzeit, Modell von Josef Maurer, als „Hütte aus der frühen Hallstattzeit“ bezeichnet

Aus der späten Urnenfelderzeit fanden sich in Karlstein Wohnstätten und Gräber. Zwei Wohnplätze wurden durch Josef Maurer auf dem Haiderburgstein (der Pankrazkirche nordöstlich vorgelagerte Erhebung zwischen Moserweg und Schmalschlägerstraße) nachgewiesen. Die Hütten waren, anders als die halbovalen Behausungen der Bronzezeit, viereckig. Eine Hütte hatte eine Fläche von 23 Quadratmetern, die andere war etwa 14 Meter lang sowie 2,5 Meter breit. In einer Tiefe von 40 bis 45 cm fanden sich unzählige Alltagsgegenstände wie Tongefäße, Reib- und Klopfsteine, Schneiden von Bronzebeilen und Bronzegussklumpen. Für die Bestimmung des Alters waren zwei Bronzemesser mit runder Griffangel, ein Kinderarmreifen aus glattem Bronzestab mit verzierten Enden, Bronzepfeilspitzen sowie kleine Bronzeringe und lange Nadeln mit kleinen Zierknöpfen ausschlaggebend. Spuren von Eisen wurden nicht gefunden. Bei einer Feuerstelle im Freien fanden sich eine große Anzahl von Tonscherben sowie verspritzte Bronzemasse. Unweit der Feuerstelle wurde ein Hortfund entdeckt. Dieser enthielt mehrere Bronzewaren, darunter zwei Sicheln, ein Lappenbeil sowie 26 teils fertige, teils unfertige Armreifen aus flachgeschlagenen und nach innen gewölbten Bronzestäben mit Strichmusterverzierung. Offenbar handelte es sich um neue Ware einer Gießerfamilie, die aus ungeklärter Ursache am Haiderburgstein verblieb.
Unterhalb des Pankrazfelsens stieß man auf drei weitere Wohnstätten aus der Urnenfelderzeit. Eine dieser Hütten war zehn Meter lang und drei Meter breit, mit der Rückwand direkt an den Felsen gebaut. Anstelle von Feuerstellen fand man dort zwei große Feuerherde, die nach der Beschaffenheit Töpferöfen gewesen sein mussten. Der Innenraum der Öfen mit etwa einem halben Quadratmeter Grundfläche war mit großen Steinblöcken eingewölbt. Der Boden bestand aus einer gebrannten Lehmschicht und einer Schicht feinem Sand mit größeren Steinen. Eine durch Feuer gehärtete Lehmschicht auf zwei Felsblöcken bildete den Abschluss. Die beiden höhergelegenen Hütten waren etwas kleiner, jedoch ähnlich im Aufbau und der Einrichtung. Bei den Ausgrabungen fand man auch einen ganzen Hundeschädel, der einer Doggenart zugeordnet wurde. Die Funde dieser Wohnstätten sind überwiegen dem Hausrat zuzuordnen. Man fand zahlreiche Tongefäße, Klopf-, Reib- und Mahlsteine, Nähnadeln aus Bronze und zwanzig pyramidenförmige Gegenstände aus Ton, die wahrscheinlich als Gegengewichte für einen Webstuhl gedient haben. An Bronzegeräten fand man Pfeilspitzen in verschiedenen Ausführungen, ein Bronzebeil, das Bruchstück einer Sichel, eine Angel und verschiedenste Messer. Auch zahlreiche Schmuckstücke wurden gefunden, darunter Kleidernadeln, Armreifen und Ringe mit Spiralenden. Eine runde Zierscheibe aus Bronzeblech mit konzentrischen Kreisen stellte den herausragendsten Fund am Pankrazfelsen dar. Neben den Hütten wurde zudem eine mit Holz verschalte Brunnenanlage freigelegt, die sich in der Sammlung des Heimatmuseums befindet.

#### Friedhof
Auf einer Terrasse des Haiderburgsteins im Südwesten wurde durch Josef Maurer ein kleiner Begräbnisplatz untersucht. Dieser bestand aus 15 Flachgräbern mit Leichenbrand und war von Felsbrocken umgeben, die nur an der Ostseite einen Zugang freiließen. Die Gräber waren reihenweise angelegt und der Grabraum im Oval mit Steinen umstellt. Die 30 cm hohen Urnen, die mit Leichenbrand und Grabbeigaben gefüllt waren, standen in der Mitte des Grabraumes auf einem flachen Stein und wurden mit einer flachen Schüssel abgedeckt. In manchen Gräbern befanden sich die Grabbeigaben neben der Urne, in manchen wurde der Leichenbrand ohne Urne beigesetzt und nur mit einer Schüssel abgedeckt.
Die bescheidenen Grabbeigaben bestanden unter anderem aus Bartmessern mit Ring, Messern mit runder Griffangel, einer verzierten Schwertklinge, langen Nadeln, Armreifen, kleinen Schalen, Schüsseln ohne Henkel, Henkelkrügen und einer Schüssel mit Henkeln. Da die Toten meist mit ihren Grabbeigaben verbrannt wurden, schmolzen die Metallgegenstände ganz oder teilweise. Manche Gegenstände wurden auch durch Verbiegen oder Zerbrechen absichtlich unbrauchbar gemacht.
Die Anlage der Gräber, die Beigaben und der Schmuck sowie die Keramik beweisen einwandfrei, dass es sich um eine Siedlung und einen Friedhof aus der Urnenfelderzeit handelt.

### La-Tène-Zeit
Aus der frühen und mittleren La-Tène-Zeit fehlen in Karlstein bisher entsprechende Funde, jedoch sind Siedlungen aus der späten La-Tène-Zeit, etwa aus der Zeit um 100 v. Chr., wieder nachweisbar. Die Siedlung blieb auch nach der römischen Eroberung um 15 v. Chr. noch mehrere Jahrzehnte lang bewohnt, verlor aber offenbar ihre überregionale Bedeutung.

#### Wohnstätten

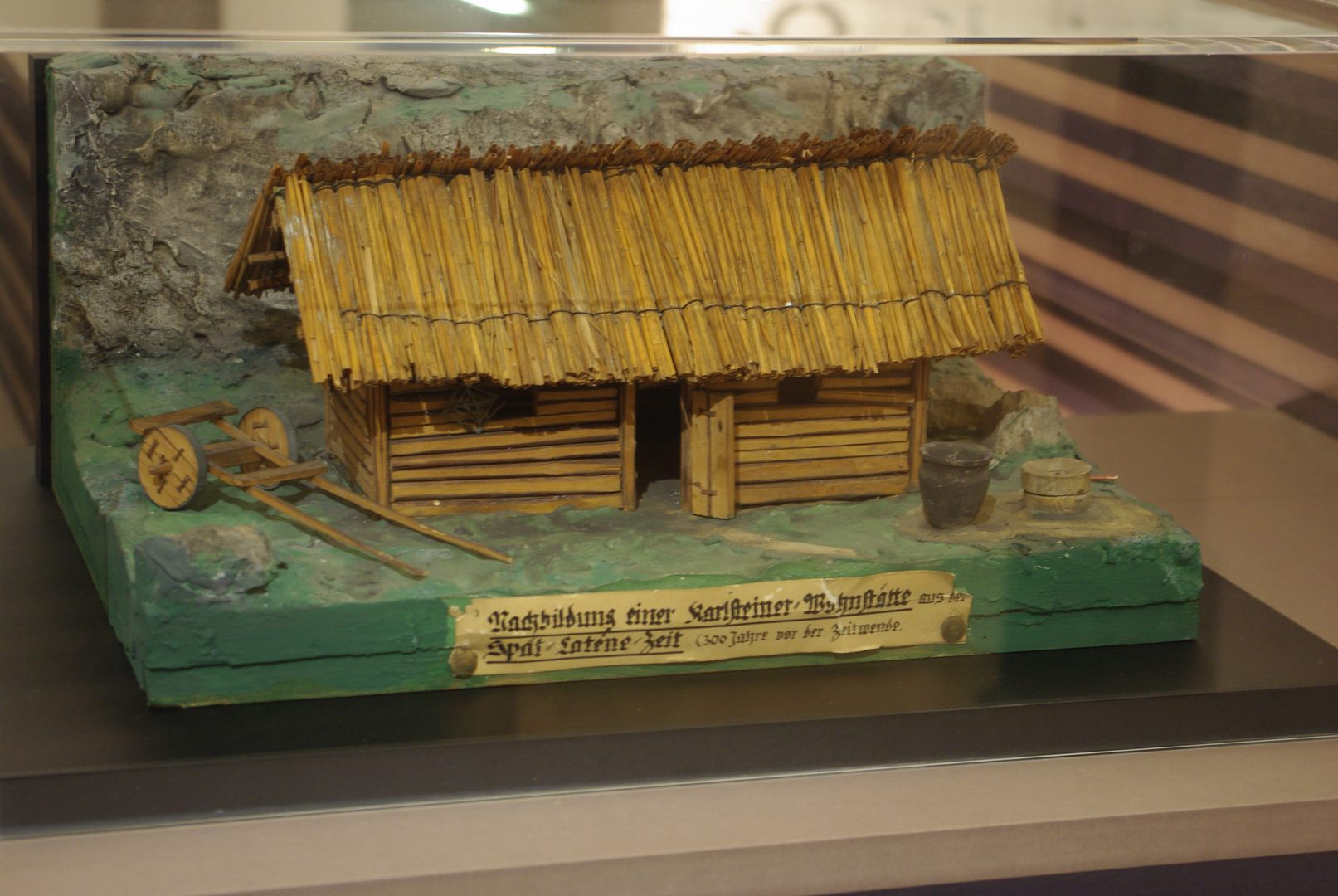
Hütte aus der späten La-Tène-Zeit, Modell von Josef Maurer

Die Wohnstätten befanden sich an den gleichen Stellen wie schon in der Bronze- und Urnenfelderzeit, da die Höhenlagen oberhalb der heutigen Schmalschlägerstraße natürlichen Schutz gewährten. Zwischen den Funden der Urnenfelder- und La-Tène-Zeit lag eine etwa 25 cm starke Humusschicht. Die Hütten selbst waren Rechteckbauten aus Baumstämmen, die ohne Grundmauern direkt auf den Felsen gesetzt wurden und die mit Nägeln und Klammern aus Eisen befestigt und mit Lehm abgedichtet wurden. Nur die feuchten Talböden erforderten Grundmauern, die bis zu 70 cm hoch waren. Der Hüttenboden bestand aus gestampftem Lehm, der zum Teil mit Steinen belegt war. Bei zwei Hütten waren verschließbare Türen und Fenster nachweisbar. Es fanden sich Schlossverkleidungen aus Eisenblech mit Schlüssellöchern sowie den dazugehörigen Schlüsseln aus Eisen; Schlossfedern, Türbänder und Türgriffe. Die Hütten boten bereits wesentlich mehr Komfort als die Behausungen der Bronzezeit, die mehr oder weniger in den Berg gegraben wurden. Vor allem um die Wohnstätten wurde mehr Platz gelassen, um ihn für Tätigkeiten im Freien zu nutzen. Zu jeder Hütte gehörten mehrere Feuerstellen im Außenbereich, die mit Eisenschlacke oder Tonscherben gefüllt waren und damit den Nachweis einer Schmiede und einer Töpferei erbrachten.

#### Ausstattung
In fast allen Unterkünften wurden zahlreiche Mahl-, Reib-, Klopf- und Wetzsteine, Feuersteine, Nähnadeln aus Bronze und Eisen, Beile, Messer und Bratspieße aus Eisen sowie eine eiserne Glocke mit Klöppel gefunden. Aus unzähligen Scherben von Tonmaterial konnten 35 Gefäße wieder zusammengesetzt werden. Die Gefäße, die zu dieser Zeit durch Anwendung einer Töpferscheibe und durch einen härteren Brand deutlich fortschrittlicher waren, sind in ihrer Ausführung deutlich einfacher als noch zu früheren Zeiten. An Verzierungen fanden sich überwiegend unterschiedliche Kammstrichmuster. Seltener waren Verzierungen und Vertiefungen mit schrägen Linien und Oberbändern. Nur ein Gefäß war bemalt, dieses war mit weiß-rot-gelben Bändern verziert. Der Haiderburgstein war nicht direkt mit Wasser versorgt, zum Transport und zur Lagerung wurden große Tongefäße verwendet. Diese hatten am oberen Rand und in Bodenhöhe jeweils einen Eisenreifen, die über Bänder verbunden waren und an denen zusätzliche Traghenkel aus Eisen befestigt waren. Es fanden sich auch mehrgliedrige Zugketten, um die Gefäße ins Wasser hinabzulassen oder über einer Feuerstelle aufzuhängen.

#### Regenbogenschüsselchen

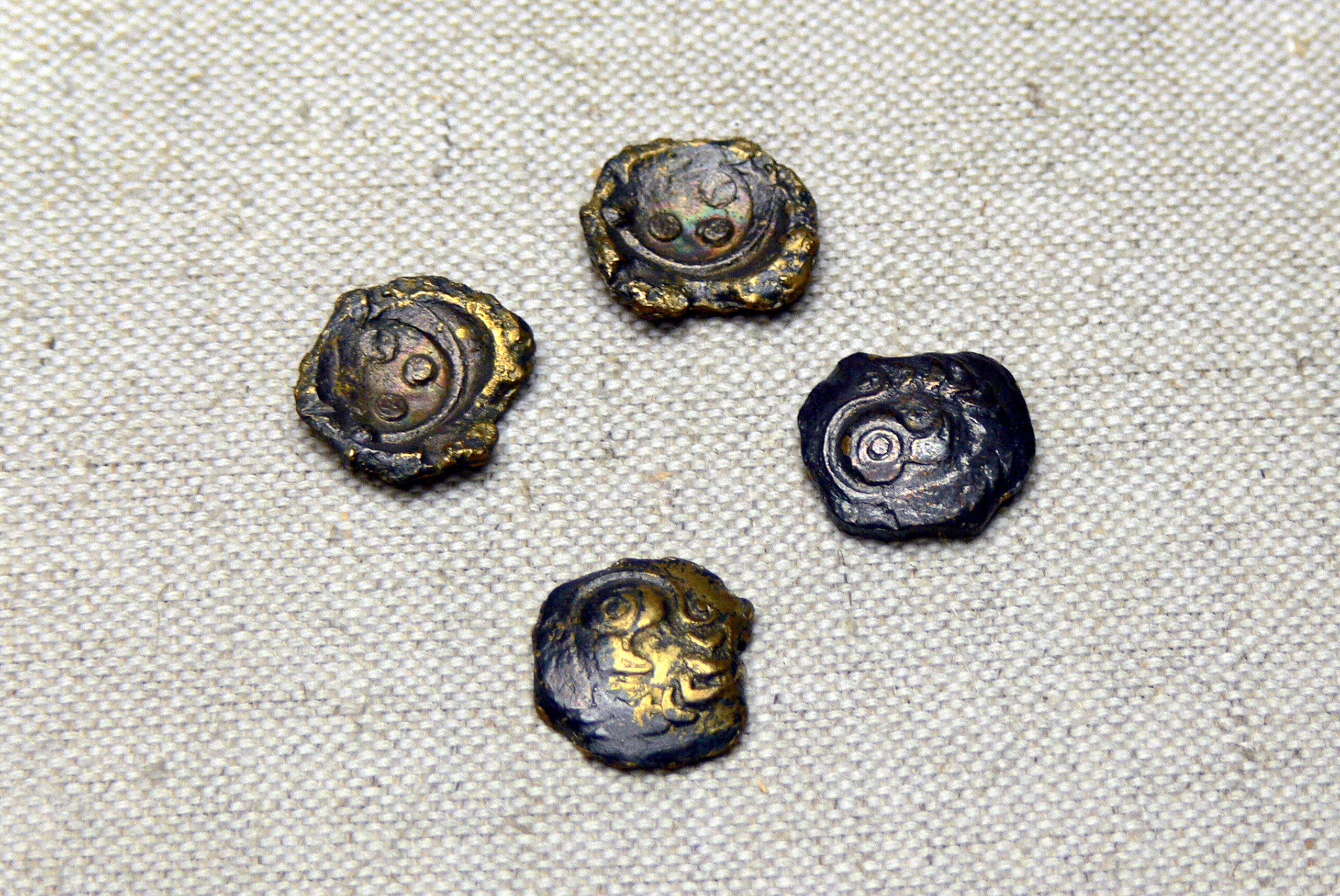
Regenbogenschüsselchen aus Passau

Da die Siedlungen in Karlstein und im Langackertal an einem Knotenpunkt von drei wichtigen Verkehrswegen lagen, – über Salzburg und die Tauern in Richtung Adria, über den Jochberg, Inzell und den Chiemsee in Richtung Norden und über die Garnei, den Thumsee, den Weinkaser und Lofer in Richtung Westen – wurde hier auch reger Handel betrieben. Salz aus den Reichenhaller Solequellen wurde verkauft oder gegen andere Dinge eingetauscht. Dies waren unter anderem Erze, aus denen in Karlstein Eisenwaren hergestellt wurden. Die weitreichenden Handelsbeziehungen wurden auch durch umfangreiche Münzfunde bewiesen, eine der 63 Münzen war ägyptischer Herkunft und stammte vermutlich aus der Zeit von Ptolemaios III. von 247 bis 222 v. Chr. In einer Hütte am Fuße des Pankrazfelsens wurde zudem ein Häufchen mit 56 Regenbogenschüsselchen gefunden.

#### Schmuckstücke
Aus der La-Tène-Zeit stammen aus Karlstein unzählige Schmuckstücke. Man fand Bruckstücke von blauen und weißlichen Glasarmreifen mit gelber Schmelzeinlage, unterschiedlich geformte Glasperlen, verschieden gearbeitete Bronzearmreifen, Fibeln und Nadeln aus Bronze und Eisen, Reste von Bronzeketten, Beschläge von Gürteln, Bronzeknöpfe und ein halbes Bronzerädchen mit Speichen. Besonders erwähnenswert sind ein Bronzesteckkamm mit acht Zähnen und hohem Aufsatz sowie verschiedene Anhänger und Amulette. Die meisten Schmuckstücke stammen aus der Endphase der La-Tène-Zeit bis zur Zeit um 15 v. Chr. Im letzten Viertel des 1. Jahrhunderts n. Chr. wurde die Höhensiedlung dann aufgegeben.

## Liste der Einzeldenkmäler
- D-1-8243-0045: Brandgräber und Siedlung der Urnenfelderzeit sowie Siedlung der späten La-Tène-Zeit (Haiderburgstein, dem Pankrazfelsen/St.-Pankraz-Kirche nordöstlich vorgelagert, oberhalb des Moserwegs ▼)[1]
- D-1-8243-0049: Siedlung der Bronzezeit, Siedlung und Brandgräber der Urnenfelderzeit, Siedlung der Hallstattzeit und der späten La-Tène-Zeit sowie der römischen Kaiserzeit (Karlstein/Burgruine Karlstein, Pankrazfelsen ▼)[1]
- D-1-8243-0193: Siedlung vorgeschichtlicher Zeitstellung, u. a. der Bronzezeit (im Bereich des sog. Schlössls, Schmalschlägerstraße 16/17 ▼)[1]